# Тхужев-Плевкі
Тхужев-Плевкі (пол. Tchórzew-Plewki) — село в Польщі, у гміні Збучин Седлецького повіту Мазовецького воєводства.
Населення — 152 особи (2011).
У 1975-1998 роках село належало до Седлецького воєводства.

## Демографія
Демографічна структура станом на 31 березня 2011 року:
|          | Загалом | Допрацездатний вік | Працездатний вік | Постпрацездатний вік |
| -------- | ------- | ------------------ | ---------------- | -------------------- |
| Чоловіки | 82      | 20                 | 53               | 9                    |
| Жінки    | 70      | 14                 | 37               | 19                   |
| Разом    | 152     | 34                 | 90               | 28                   |